# 西蒔金線魮
西蒔金線魮，又稱西蒔金線䰾（学名：Sinocyclocheilus xichouensis）为輻鰭魚綱鯉形目鲤科金線魮屬的其中一種。分布於亞洲中國雲南省西疇縣紅水河流域，本魚體細長且側扁，口亞下位，吻略尖，具觸鬚2對，上下唇在口角觸相連，唇後溝不相連，側線明顯體被鱗片，側線鱗74-88枚，背鰭鰭條末端具鋸齒變硬，胸鰭不達腹鰭起點，側線上半部身體為青灰色，下半部灰白色，體長可達13.9公分，棲息在溪流洞穴底中層水域，生活習性不明。

## 扩展阅读
維基物種上的相關：西蒔金線魮